# Guilherme Marques (voleibolista)
Guilherme Luiz Marques  (Juiz de Fora, 26 de junho de 1969) é ex-voleibolista indoor brasileiro que atuou como atleta  de voleibol de praia que conquistou a medalha de bronze no torneio de exibição dos Jogos Olímpicos de Barcelona em 1992, também a medalha de ouro na edição do Campeonato Mundial de Vôlei de Praia de 1998 nos Estados Unidos e o bronze na edição de 1999 na França, foi medalhista de ouro na edição do Goodwill Games de 1998 nos Estados Unidos, obteve o terceiro lugar no Circuito Mundial de 1997 e o quarto lugar em 1996, campeão da temporada de 1998 do Circuito Mundial de Vôlei de Praia .Depois anunciar a aposentadoria, disputou no voleibol indoor na categoria máster.Atuou pelo Comitê Organizador dos Jogos Olímpicos de 2016 e também dos  Jogos Paralímpicos de Verão de 2016.

## Carreira
Guilherme ainda jovem migra de Juiz de Fora, e se tornou um dos percursores do vôlei de praia do Brasil e seu primeiro parceiro no Circuito Mundial foi André Lima, isto no período de 1987-91, quando em etapas válidas do referido circuito obtiveram: nono lugar no Aberto de Lignano, sétimo lugar no Aberto do Rio de Janeiro,  quarto lugar em outro Aberto do Rio de Janeiro, bronze no Aberto do Rio de Janeiro, vice-campeonato no Aberto de Sydney e o título no Aberto de Sète .
Com André Perlin disputou duas etapas do Circuito da AVP (Associação de Vôlei Profissional Americana) ou AVP Pro Beach Tour, obtendo o décimo sétimo lugar na etapa de  Phoenix (Arizona) e a décima terceira colocação na etapa de Fort Lauderdale.
Ao lado de André competiu nas etapas do período 1991-92 do Circuito Mundial alcançando o quinto lugar no Aberto do Rio de Janeiro, o bronze nos Abertos de Cap d'Agde, Cattolica e Almeria,torneio que serviu para torneio de exibição da modalidade na edição dos Jogos Olímpicos de Verão em Barcelona; , e os vice-campeonatos nos Abertos de Yokohama e Sydney.Com o mesmo jogador da temporada anterior, competiuem duas nas etapas de 1992-93, obtendo o nono lugar no Aberto de Lignano e o bronze no Aberto de Almeria; e ao lado de Marlos Cogo alcançou no Aberto do Rio de Janeiro a sétima posição.
Na temporada seguinte compos parceria com Rogério “Pará”, conquistando nas etapas válidas pelo Circuito Mundial de Vôlei de Praia de 1994-95 os seguintes resultados: o quinto lugar no Aberto do Rio de Janeiro e terceiro lugar no Aberto de Fortaleza.
Com a mesma formação de dupla anterior participaram das etapas do Circuito Mundial na temporada 1995-96, obtendo: a trigésima terceira posição nos Abertos de Marbella, Clearwater (Flórida), Espinho e La Baule, o décima terceira lugar no Aberto de Enoshima e Rio de Janeiro, o terceiro lugar no Aberto de Fortaleza e os vice-campeonatos nos Abertos de Busan e Ostende, encerrando ao final de todo Circuito Mundial na trigésima nona posição.
Em 1996 namorava com a voleibolista Sandra Pires e nesta jornada permaneceu atuando ao lado de Pará na temporada de 1996 do Circuito Mundial,  e nas etapas conquistaram:  a trigésima terceira posição na  Série Mundial (World Serie) de Alanya, décimo terceiro lugar na Série Mundial de Hermosa, sétimo colocados na Série Mundial  de Lignano, quinto lugar na Séries Mundiais de João Pessoa , Marseille e Tenerife, também no Grand Slam de Espinho; além do quarto lugar na Série Mundial de Jacarta, os vice-campeonatos no Grand Slam de Pornichet e nas Séries Mundiais de Berlim, Carolina (Porto Rico) e Fortaleza, finalizando com o título da Série Mundial de Durban, foram eleitos a melhor parceria do mundo em 1996 e finalizaram em quarto lugar no ranking final do Circuito Mundial.
No ano de 1997 jogando com Pará disputou três etapas do Circuito da AVP (Associação de Vôlei Profissional Americana) ou AVP Pro Beach Tour, obtendo o nono lugar na etapa de Chicago, o quinto lugar na de San Antonio e quarto lugar na etapa de Corpus Christi (Texas).Com a mesma formação de dupla disputou as etapas do Circuito Mundial, encerrando na décima sétima colocação no Grand Slam do Rio de Janeiro, na nona posição no Aberto de Klagenfurt, sétimo lugar no Aberto de Lignano e no Grand Slam de Espinho, destacam-se ainda o quinto lugar nos Abertos de Ostende e Tenerife, os vice-campeonatos nos Abertos de Berlim  e Alanya, e encerram na primeira colocação no Aberto de Marseille e sagraram-se medalhista de ouro da primeira edição do Campeonato Mundial de Vôlei de Praia realizado em Los Angeles, Estados Unidos e a última etapa, ou seja, Aberto de Fortaleza,  disputou com Eduardo Garrido e ficaram com vice-campeonato, novamente finalizaram o Circuito Mundial em terceiro lugar.
A temporada de 1998 ao lado do seu parceiro Pará foi de grande êxito pelo Circuito Mundial, alcançaram a décima sétima colocação nos Abertos de Toronto e Tenerife, o décimo terceiro lugar nos Abertos de Klagenfurt e Ostende, o sétimo lugar no Aberto do Rio de Janeiro, obtendo pódio quando obtiveram o quarto lugar no Aberto de Mar del Plata,  o bronze nos Abertos de Espinho e Alanya, o vice-campeonato no Aberto de Berlim, os títulos nos Abertos de Lignano, Moscou e Vitória, além da medalha de ouro na edição do Goodwill Games em  Hempstead , culminaram para que ele e seu parceiro conquistassem o título do Circuito Mundial da temporada.
Em 1999 foi casado durante onze meses com a estilista Astrid Monteiro de Carvalho; neste mesmo ano ao lado de Pará eram treinados pelo técnico Antônio Leão.Neste mesmo ano disputaram o Desafio 4x4 (Desafio Internacional de vôlei Four com outras estrelas do cenário brasileiro e com participação de seu parceiro Pará e com este  conquistou o título da Copa Samsung de Vôlei de Praia de 1999 na Praia de Ipanema.
Ainda com Pará disputou a jornada de 1999 do Circuito Mundial, finalizando na décima sétima posição no Aberto de Vitória, décimo terceiro lugar no Aberto de Berlim, sétima posição no Aberto de Toronto, quinto colocados nos Abertos de Moscou e Ostende,  medalha de bronze no Campeonato Mundial de 1999 em Marseille, mesmo posto obtido no Aberto de Mar del Plata e Klagenfurt , além dos vice-campeonatos nos Abertos de Acapulco, Stavanger , Lignano, Espinho e Tenerife, após treze etapas finalizaram no geral em quinto lugar.
No Circuito Mundial de 2000, sua última participação neste, permaneceu ao lado de Pará, obtendo o vigésimo quinto lugar nos Abertos do Guarujá  e Toronto , décimo sétimo lugar nos Abertos de Mar del Plata, Rosarito e no Grand Slam de Chicago, nono lugar no Aberto de Tenerife e sétimo no Aberto de Macau, finalizando o circuito na trigésima sétima posição geral.
Ele competiu em edições do evento Volleyhouse, Circuito de Vôlei de Praia, que reúne atletas amadores de alto nível técnico, sediado no Rio de Janeiro,  na temporada 2001-02 ao lado de  Pedro Marques venceu a etapa 14; na jornada 2005-06 jogou com Fábio Guerra a etapa 19 ficaram em terceiro lugar; no período 2006-07 jogou com Fernando Marquese foram vice-campeões na etapa 27, e com este jogador conquistou o bronze na etapa 38 na edição de 2008-09 e só voltou a competir no torneio na jornada 2015-16 com seu ex-parceiro Pará e  conquistaram o título da etapa 63.
Em 2000 por pouco  não pode participar dos Jogos Olímpicos de Sydney ao lado de Pará, pois, ficaram na terceira colocação no ranking nacional e apenas as duas primeiras se classificavam, mas foi comentaria de TV no referido evento.. Em 2005 já trabalhava nos cargos diretivos da Confederação Brasileira de Vôlei de Praia.
Após 11 anos que deixou a dupla com Guilherme Marques, voltou  jogar ao lado dele nas quadras, representando o Flamengo no Campeonato Brasileiro Vôlei Master, na categoria.
Integrou o Comitê Organizador dos Jogos Olímpicos de 2016 e  dos Jogos Paralímpicos de Verão de 2016 com nove modalidades sob sua responsabilidade (Futebol, Voleibol, Voleibol de Praia, Rugby, Handebol e Tiro com Arco) e três paraolímpicas (Tiro com Arco, Voleibol sentado, Rugby em cadeira de rodas).

## Títulos e resultados
- Circuito Mundial:1996[7]
- Etapa do Aberto de Vitória:1998[2]
- Etapa do Aberto de Moscou:1998[2]
- Etapa do Aberto de Lignano:1998[2]
- Etapa do Aberto de Marseille:1997[2]
- Etapa do Aberto de Sète: 1987-91[2]
- Etapa do Aberto de Tenerife:1999[2]
- Etapa do Aberto de Espinho:1999[2]
- Etapa do Aberto de Lignano:1999[2]
- Etapa do Aberto de Stavanger:1999[2]
- Etapa do Aberto de Acapulco:1999[2]
- Etapa do Aberto de Fortaleza:1997[2]
- Etapa do Aberto de Alanya:1997[2]
- Etapa do Aberto de Berlim:1997[2], 1998[2]
- Etapa do Grand Slam de Pornichet:1996[2]
- Etapa da Série Mundial de Fortaleza:1996[2]
- Etapa da Série Mundial de Carolina (Porto Rico):1996[2]
- Etapa do Aberto de Ostende:1995-96[2]
- Etapa do Aberto de Busan:1995-96[2]
- Etapa do Aberto de Sydney: 1991-92[2]
- Etapa do Aberto de Yokohama: 1991-92[2]
- Etapa do Aberto de Sydney: 1987-91[2]
- Etapa do Aberto de Klagenfurt:1999[2]
- Etapa do Aberto de Mar del Plata:1999[2]
- Etapa do Aberto de Alanya:1998[2]
- Etapa do Aberto de Espinho:1998[2]
- Etapa do Aberto de Fortaleza:1994-95[2],1995-96[2]
- Etapa do Aberto de Almeria: 1991-92[2],1992-93[2]
- Etapa do Aberto de Cattolica: 1991-92[2]
- Etapa do Aberto de Cap d'Agde: 1991-92[2]
- Etapa do Aberto do Rio de Janeiro: 1987-91[2]
- Etapa do Aberto de Mar del Plata:1998[2]
- Etapa da Série Mundial de Jacarta:1996[2]
- Etapa do Aberto do Rio de Janeiro:1987-91[2]
- Circuito Brasileiro de Vôlei de Praia: 2000[27]
- Etapa de Corpus Christi (Texas) do Circuito da AVP de Vôlei de Praia:1997[7]
- Torneio Militar de Warendorf de Vôlei de Praia:2010[6] e 2011[6]
- Copa Samsung de Vôlei de Praia:1999[21]
- Etapa 63 do Torneio Volleyhouse de Vôlei de Praia:2015-16[26]
- Etapa 27 do Torneio Volleyhouse de Vôlei de Praia:2006-07[26]
- Etapa 39 do Torneio Volleyhouse de Vôlei de Praia:2008-09[26]
- Etapa 19 do Torneio Volleyhouse de Vôlei de Praia:2005-06[26]

## Premiações individuais
- Melhor Parceria do Circuito Mundial de Voleibol de Praia de 1996[9]